# Rozdzielnica elektryczna

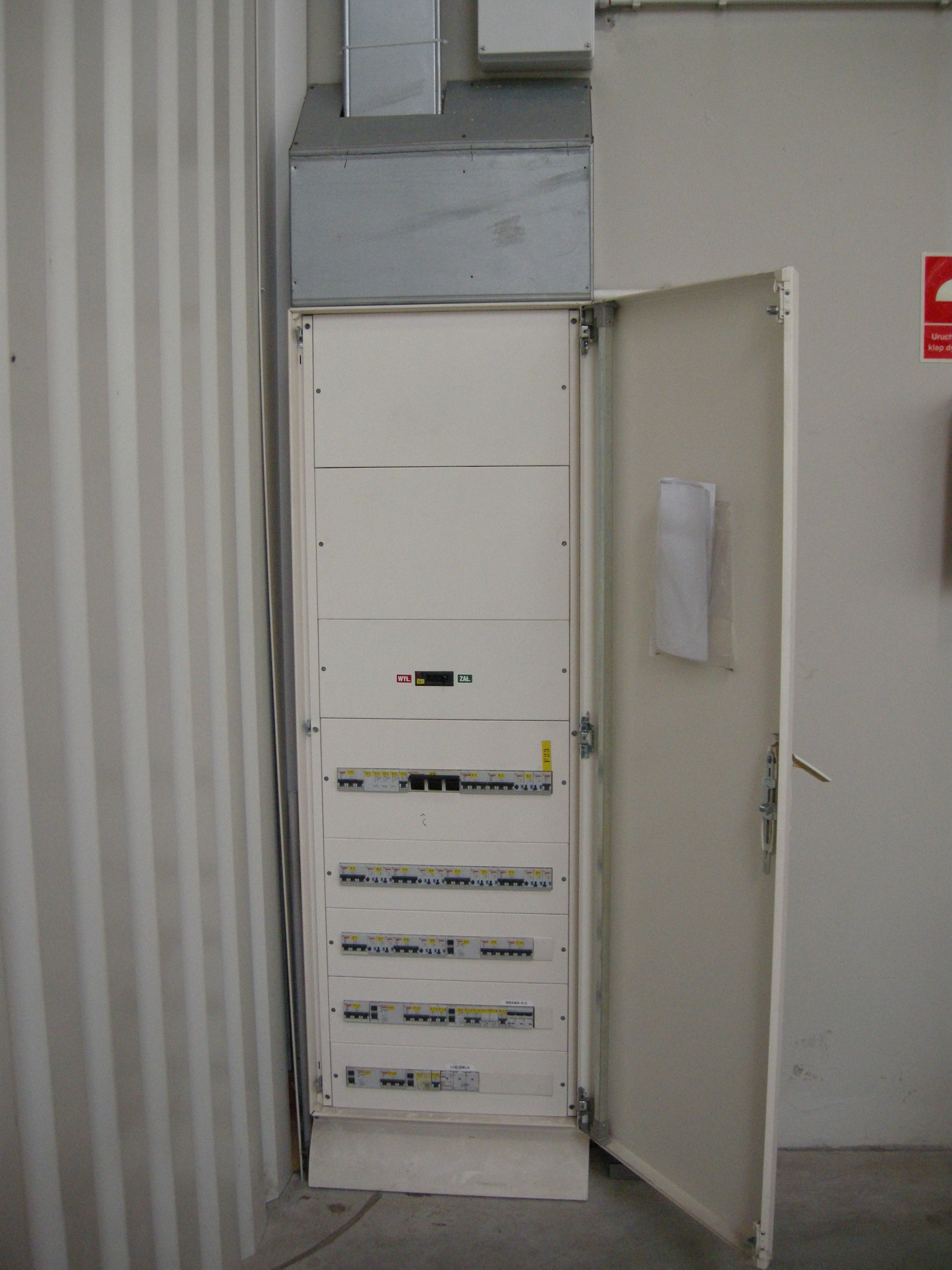
Rozdzielnica szafkowa

Rozdzielnica elektryczna – element sieci elektrycznej (instalacji elektrycznej) zawierający urządzenia i podzespoły, służące do:
- łączenia, przerywania oraz rozdziału obwodów elektrycznych i ich kombinacji (np. wyłącznik) najczęściej w połączeniu z
  - urządzeniami sterowniczymi (np. stycznik, przekaźnik)
  - ochronnymi (np. bezpiecznik elektryczny, wyłącznik instalacyjny, wyłącznik różnicowoprądowy, ogranicznik przepięć)
  - pomiarowymi (np. przekładnik prądowy, licznik energii elektrycznej) i
  - regulacyjnymi (np. regulator, sterownik PLC, komputer przemysłowy z systemem wbudowanym).

## Rozdzielnice niskiego napięcia
a) Podział rozdzielnic pod względem zasady konstrukcji:
- rozdzielnice tablicowe – na niewielkie prądy – do ok. 100-150A, stosowane w budynkach nieprzemysłowych, tj. budynkach mieszkalnych, sklepach, szkołach itp.
- rozdzielnice skrzynkowe – na znacznie większe prądy, główne zalety to: niewielkie wymiary, łatwość montażu, duża odporność na działanie środowiska i na uszkodzenia mechaniczne oraz możliwość stosowania ich w pomieszczeniach zamkniętych
- rozdzielnice szafowe – na najwyższe prądy – od kilkuset do kilku tysięcy amperów. Wyróżnia się rozdzielnice szafowe jednoprzedziałowe oraz wieloprzedziałowe.

b) Podział w zależności od funkcji e elektroenergetycznej sieci rozdzielczej:
- Rozdzielnice oddziałowe główne i podrozdzielnice
- Rozdzielnice manewrowo-stycznikowe (szafy stycznikowo-rozdzielcze)
- Rozdzielnice siłowe
- Rozdzielnice oświetlenia itd.

c) Podział w zależności od miejsca zainstalowania (odporności na wpływy środowiska):
- Rozdzielnice wnętrzowe
- Rozdzielnice napowietrzne

d) Podział w zależności od możliwości przemieszczania:
- Rozdzielnice stacjonarne
- Rozdzielnice ruchome (przenośne, przesuwne itd.)

e) Podział w zależności od sposobu zainstalowania:
- Rozdzielnice naścienne
- Rozdzielnice przyścienne
- Rozdzielnice wolnostojące

f) Podział w zależności od dostępu i możliwości obsługi:
- Rozdzielnice z obsługą jednostronną
- Rozdzielnice z obsługą dwustronną

g) Podział w zależności od sposobu montażu podstawowych aparatów elektrycznych w głównym torze prądowym pola rozdzielnicy:
- Rozdzielnice jednoczłonowe (aparatura zamontowana na stałe)
- Rozdzielnice dwuczłonowe (np. szufladowe, wózkowe, wtykowe)